# Moshe Chaim Lau
Pour les articles homonymes, voir Lau.
Moshe Chaim Lau (11 mai 1892, Lemberg, royaume de Galicie et de Lodomérie- 22 octobre 1942, Treblinka) est le rabbin de Piotrków Trybunalski, lorsque cette ville devient la première ville de Pologne forcée d'avoir un ghetto, cinq jours aprè l'invasion de la Pologne par les nazis. Il dirige avec dignité sa communauté et partage volontairement son destin, étant assassiné à Treblinka en octobre 1942. Il est le père de Naphtali Lau-Lavie et d'Israel Meir Lau.

## Éléments biographiques
Moshe Chaim Lau est né à Lemberg, en royaume de Galicie et de Lodomérie, en 1892,.
Il descend de longues lignées rabbiniques : du "Bach" (le rabbin Yoel Sirkis, 1561-1640), du "Taz" (le rabbin David Halevy Segal, 1584-1662) et du rabbin Efraim Zalman Shorr.
Il épouse Chaya (Helena) Frankel-Teomim, née à Cracovie, en Galicie, Pologne, le 1er janvier 1900,. Elle descend de Rachi (1040-1105), du Maharam de Padoue (le rabbin Meir Katznellenbogen, 1482-1565), du Hacham Zvi (le rabbin Zvi Ashkenazi, 1658-1718), du Yaavetz (le rabbin Jacob Emden, 1697-1776), du rabbin Baruch Frankel-Teomim (1760-1828), et du rabbin Chaim Halberstam de Sanz, le Divrei Chaim (1793-1876).
D'un précédent mariage, le rabbin Moshe Chaim Lau a un fils, Yehoshua Lau-Hager.
Le fils aîné de Moshe Chaim et Chaya Lau, Naphtali Lau-Lavie est né à Cracovie le 23 juin 1926, où sa mère est retournée pour accoucher; le père est alors le grand-rabbin de Suceava en Roumanie. 
Leur deuxième fils, Shmuel Yitzchak (Milek) est né en 1929 à Presov, en Tchécoslovaquie, ville où Moshe Chaim Lau est le grand-rabbin.
Leur troisième fils, Israel Meir Lau, est né le 10 juin 1937 à Piotrków Trybunalski.
Moshe Chaim Lau est le rabbin de Piotrków Trybunalski, lorsque cette ville devient la première ville de Pologne forcée d'avoir un Ghetto, cinq jours après l'invasion de la Pologne par les nazis. Il dirige avec dignité sa communauté et partage volontairement son destin, étant assassiné à Treblinka en octobre 1942. 
Chaya Lau périt dans la Shoah au camp de concentration de Ravensbrück au printemps de 1945.